# Lijst van Turkse filosofen
Dit is een lijst van Turkse filosofen op volgorde van geboortedatum.
- Köroğlu (onbekend)
- Yunus Emre (1240–1321)
- Ali Qushji (1403–1474)
- İbrahim Hakkı Erzurumi (1703-1780)
- Rıza Tevfik Bölükbaşı (1869-1949)
- Neyzen Tevfik (1879-1953)
- Takiyyettin Mengüşoğlu (1905–1984)
- Cemal Yildirim (1925–2009)
- Ioanna Kucuradi (1936)
- Arda Denkel (1949–2000)
- Adnan Oktar (1956)
- İhsan Oktay Anar (1960)